# صفية سلطان (ابنة مصطفى الثاني)
صفية سلطان (13 ديسمبر 1696 - 15 مايو 1778) أميرة عثمانية، ابنة السلطان مصطفى الثاني (حكم 1695 - 1703)، وأخت غير شقيقة لكل من السلطان محمود الأول(حكم 1730 - 1754) وعثمان الثالث (حكم 1754 - 1757) من الإمبراطورية العثمانية.